# كارمين ماكدونالد
كارمين ماكدونالد هي لاعبة هوكي الجليد كندية، ولدت في 4 ديسمبر 1992 في Pictou ‏ في كندا.